# Їржі Прохазка

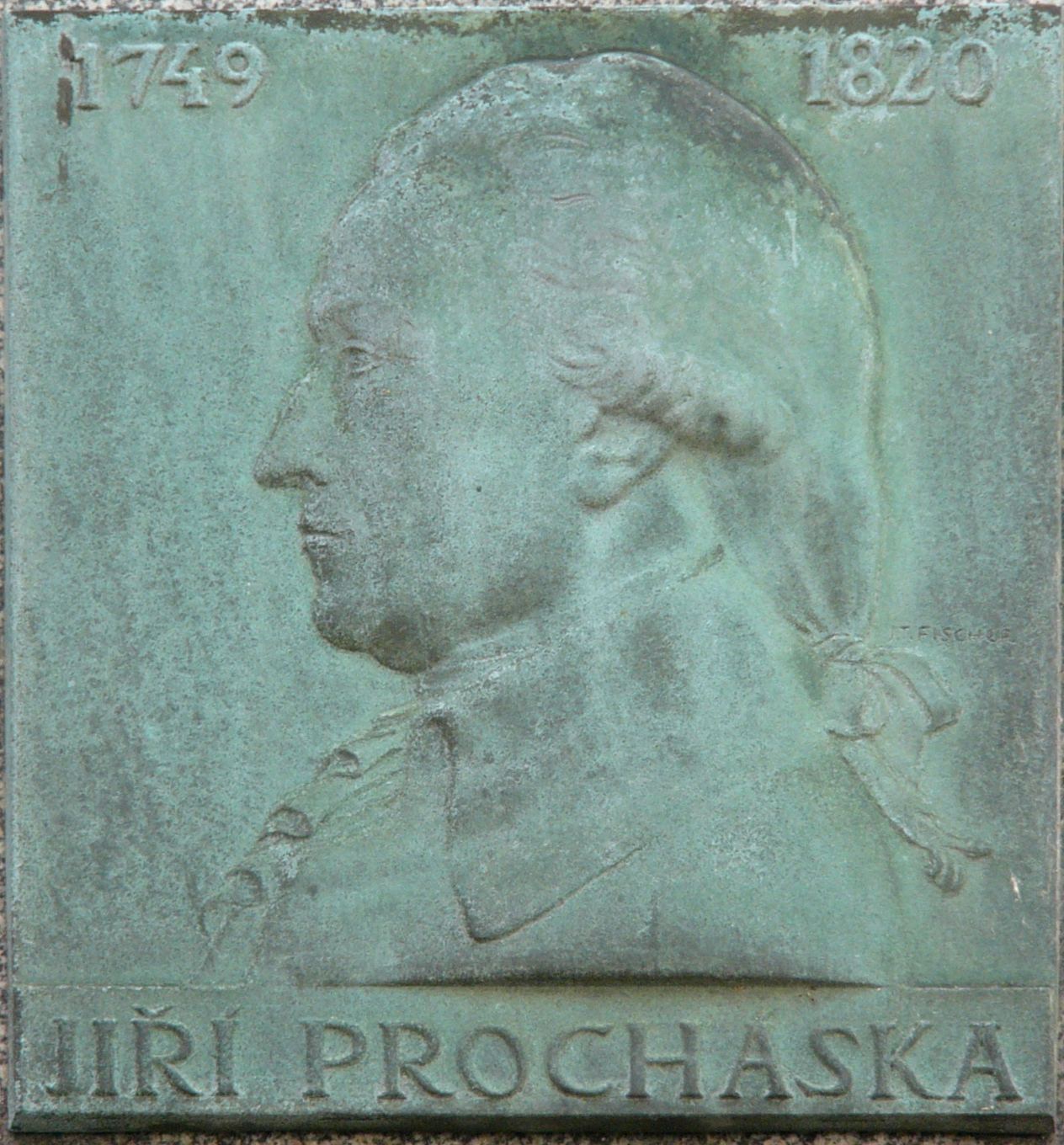
Меморіальна дошка на честь Їржі Прохазки

Їржі Прохазка (*10 квітня 1749, місто Бліжковіце, тепер Південно-Моравської область — †17 липня 1820, Відень) — чеський лікар, анатом, фізіолог і психолог. Закінчив Віденський університет (1776). Професор Віденського (1778–1780 і 1791–1818) та Празького (1780—91) університетів. Відомий як лікар-офтальмолог. Особливо цінні дослідження Прохазки з анатомії та фізіології нервової системи. Прохазка — один з основоположників рефлекторної теорії, що стала основою нейрофізіології. Заснував у Відні й Празі анатомічні музеї та наукове медичне товариство у Празі. Почесний член університетів та наукових установ ряду країн.